# Viggo Jensen
Viggo Jensen (n. 22 iunie 1874, Copenhaga, Danemarca – d. 2 noiembrie 1930, Copenhaga, Danemarca) a fost un halterofil ce a reprezentat Danemarca, medaliat olimpic. A participat la o ediție a Jocurilor Olimpice (1896) în care a câștigat o medalie de bronz.

## Participări
Lista de mai jos prezintă principalele competiții la care a participat Viggo Jensen de-a lungul carierei.
- Tir la Jocurile Olimpice de vară din 1896 - pușcă militară trei poziții 300 m (masculin)